# Les Fouaillages
Les Fouaillages est un dolmen situé au lieu-dit de L'Ancresse dans la paroisse du Clos du Valle sur l'île Anglo-Normande de Guernesey.

## Étymologie
Le terme de « fouaillage » vient du verbe « fouiller » du latin fodiculare, diminutif de fodere (« fouir », « creuser ») qui a donné enfouir pour désigner ce site enterré sous un tumulus.

## Description
Au Néolithique moyen, vers 4 500 av. J.-C., deux dolmens ont été construits, le plus petit étant recouvert par des tables de couverture. Le plus grand comporte deux grandes dalles à son extrémité ouest. L'ensemble a été recouvert de terre formant ainsi un tumulus délimité par des blocs de granite et des murets en pierres sèches. Vers 3 000 av. J.-C., une structure en bois fut construite sur place, probablement comme sanctuaire. 
Plus de 35 000 vestiges ont été trouvés[réf. nécessaire] (silex, ornements, outils et poteries) sur le site mais aucun ossement.
Ả l'âge du Bronze, la structure a été recouverte d'une longue butte 35 m de long dans laquelle furent découvertes huit pointes de flèches en silex. Le site a continué à être utilisé jusqu'en 1 200 av. J.-C., puis fut abandonné et recouvert par le sable de la plage soulevé par le vent venu de la mer.
Le dolmen de La Varde et celui de La Platte Mare sont respectivement situés à moins de 80 m et moins de 600 m au nord-est.